# Moulins d'Ascq
La Brasserie artisanale Moulins d'Ascq est située dans la ferme du Sens à Ascq, à Villeneuve-d'Ascq dans le département du Nord.

## Histoire

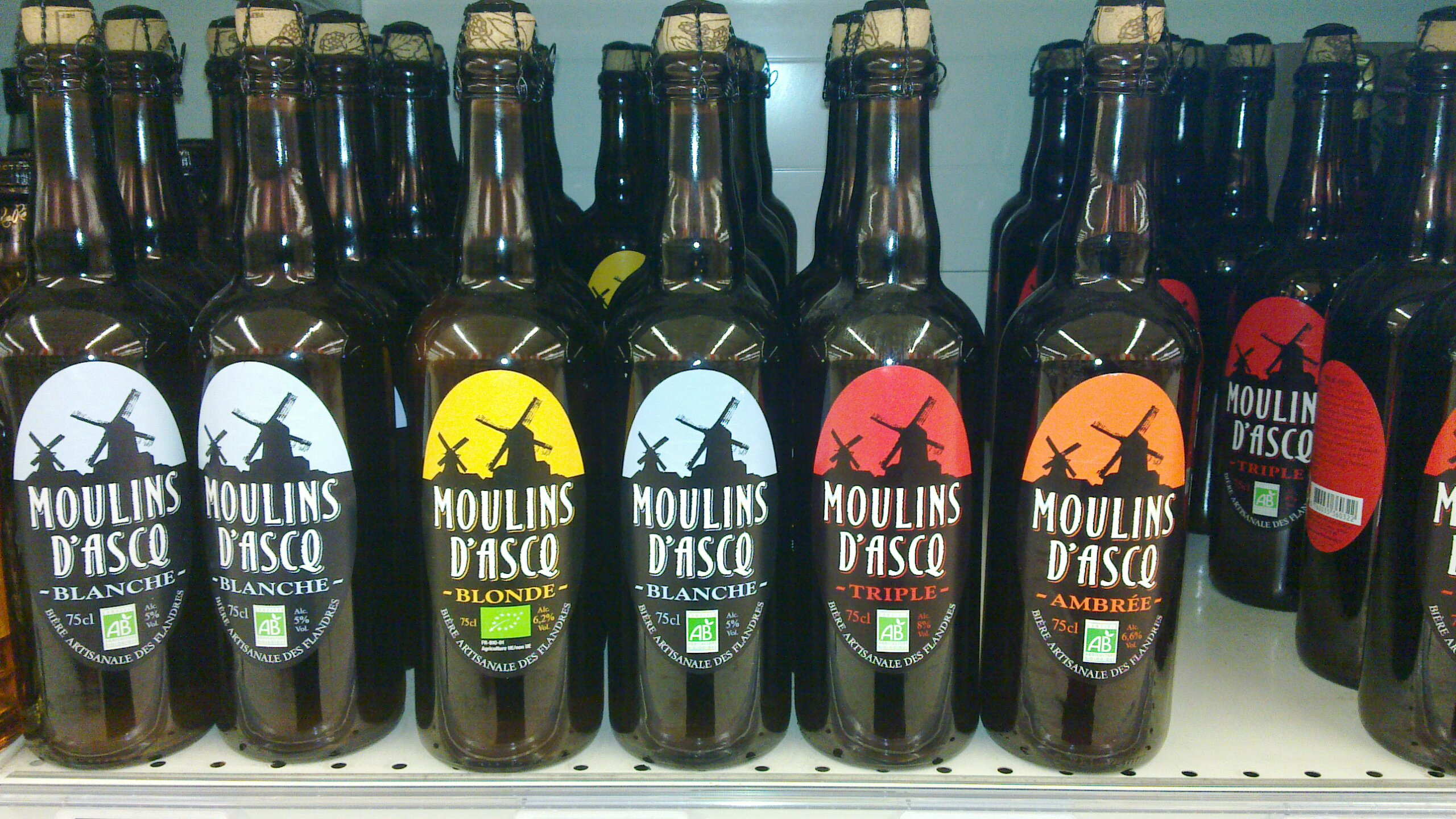
Une gamme de bières Moulins d'Ascq.

La brasserie est créée en septembre 1999 sur le site de La Ferme du Sens à Ascq, par Mathieu Lepoutre. Le but est alors de produire une bière artisanale élaborée grâce à l'achat de produits agricoles issus de l'Agriculture Biologique, la plus naturelle possible.
Les bières sortant de cette brasserie sont toutes élaborées conformément aux règles de la reinheitsgebot de 1516. Seuls quatre ingrédients sont utilisés (eau, malt, houblon, levure) et les malts et houblons sont issus de l'agriculture biologique ce qui fait de cette bière de garde traditionnelle des Flandres une des rares bières biologiques françaises.
En juin 2019, il est annoncé que la brasserie va tester durant quatre mois les bouteilles en verre consignées, à partir de mi-juillet,[pertinence contestée].

## Distinctions
- 2015 : Médaille de bronze pour la bière blonde Moulins d'Ascq Triple au Concours général agricole[5]
- 2025 : Médaille d'or pour la Jack Mill et la Ariane Mill au Concours général agricole[6]
- 2025 : Médaille d'argent pour l'Hellemus Blonde et l'Igor Mill au Concours général agricole[6]